# José Ignacio Prendes Prendes
José Ignacio Prendes Prendes (Gijón, 22 de febrer de 1965), també conegut com a Nacho Prendes, és un advocat i polític espanyol, exdiputat de la Junta General del Principat d'Astúries per UPyD i actual diputat a les Corts Generals per Ciutadans.